# Лекко
Ле́кко (итал. Lecco МФА: [ˈlekːo, ˈlɛˑkːo]о файле, местн. Lecch [ˈlɛkː], ист. нем. Leck) — коммуна в Италии, располагается в регионе Ломбардия (провинция Лекко), на юге восточного лимана озера Комо.
Население составляет 47 319 человек (2008 г.), плотность населения — 1044,6 чел./км². Занимает площадь 45 км². Почтовый индекс — 23900. Телефонный код — 0341.
Покровителями коммуны почитаются святитель Николай, празднование 6 декабря, и первомученик Стефан.
В Лекко происходит действие знаменитого романа «Обручённые», который написал уроженец города Алессандро Мандзони.

## Демография
Динамика населения:

## Города-побратимы
- Мытищи, Россия